# Stadion Stanka Mlakarja
Stadion Stanka Mlakarja – wielofunkcyjny stadion w Kranju, w Słowenii. Został otwarty w 1963 roku. Może pomieścić 3000 widzów, z czego 2077 to miejsca siedzące. Na stadionie swoje spotkania rozgrywa drużyna ND Triglav Kranj. Obiekt jest częścią kompleksu sportowego, do którego należy również drugie boisko (ze sztucznej nawierzchni), kryty basen olimpijski, kąpielisko, centrum tenisowe, kręgielnia oraz plac zabaw dla dzieci.